# Arnoud Jan de Beaufort (1855-1929)

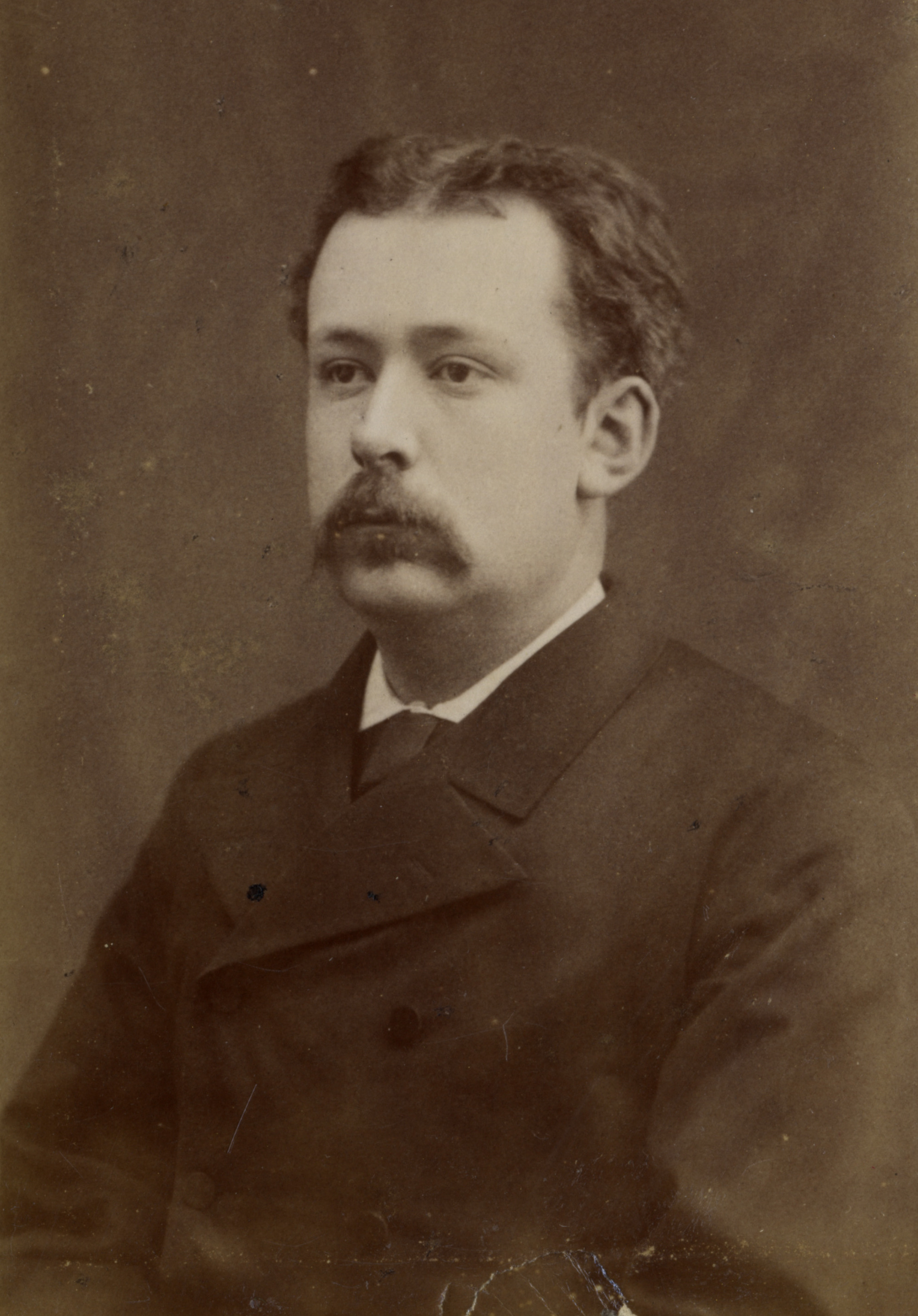
A.J. de Beaufort (ca. 1884)

Arnoud Jan de Beaufort (Utrecht, 23 januari 1855 − Huis De Boom, Leusden 10 juni 1929) was van 1892 tot 1913 burgemeester van Leusden en Stoutenburg en was lid van Provinciale Staten van Utrecht.
De Beaufort was lid van de familie De Beaufort en een zoon van Arnoud Jan de Beaufort (1799-1866) en Anna Aleida Stoop (1812-1885). Op 20 november 1879 huwde hij Maria Isabella Anne Josine Charlotte barones van Hardenbroek (1856-1926) met wie hij twee kinderen kreeg.
Tussen Leusden en Woudenberg liet hij in 1879 aan de Arnhemseweg 105-107, tegenover boerderij De Boom, het herenhuis De Boom bouwen. Arnoud Jan de Beaufort en zijn zoon en vrouw overleden kort na elkaar, zodat dochter Anna (1880-1975) in 1929 alleen achterbleef op landgoed De Boom en er tot haar overlijden bleef wonen.
- International Standard Name Identifier: 0000 0003 9471 2879
- Nederlandse Thesaurus van Auteursnamen: 091344654
- Virtual International Authority File: 289327331